# Ottavio Antonio Bayardi
Ottavio Antonio Bayardi ou Baiardi, né à Parme le 10 juin 1694 et mort le 7 mars 1764 à Rome, est un antiquaire et archéologue italien.

## Biographie
Ottavio Antonio Bayardi naît le 10 juin 1694 à Parme, d’une famille noble. À Rome il devient référendaire et notaire du Saint-Siège et se consacre à l'archéologie. Sa réputation d'archéologue le fait appeler à Naples par Charles III, lors de la découverte d'Herculanum, pour travailler à la description des monuments.
Il rédige d'abord, en un volume in-folio, le Catalogue des monuments rassemblés à Portici, suivi d’un second qui comprend les figures des monuments avec leur explication. En attendant que les gravures soyent terminées, Bayardi obtient du roi la permission de composer un Prodrome ou préface, destiné à faire connaître l’époque, les suites et l’utilité des fouilles d’Herculanum. Impatienté du retard que prenait la description des antiquités par Bayardi, le roi distribua ce travail à plusieurs savants dont il composa l’Académie Ercolanese. Bayardi en fut nommé président avec un traitement de 6 000 écus. Il quitta Naples quelques mois après, menaçant de faire imprimer deux nouveaux volumes de son Prodrome. Le 16 février 1761, Ottavio Antonio Bayardi est nommé archevêque titulaire de Tyr et meurt à Rome le 7 mars 1764.

## Œuvres
Le seul ouvrage imprimé que l’on connaisse de lui, est le Prodromo della antichità d’Ercolano, Naples, 1752-56, in-4°, 5 vol., à chacun desquels est le portrait de l’auteur en médaillon. Il a eu plus ou moins de part aux premiers volumes du magnifique ouvrage intitulé : Le antichità di Ercolano esposte con qualche spiegazione, Naples, 1757-92, in-fol., 9 vol. ainsi divisés : Les peintures, 5 vol. ; les bronzes, 2 vol. ; les candélabres, 1 vol. ; enfin le catalogue, qui est de Bayardi, 1 vol. Jean-Jacques Barthélemy parle avec éloge de Bayardi dans son Voyage d'Italie (Paris, 1802, p. 53 et suiv. ; 125 et suiv. ; 312 et suiv. ; 409 et suiv.).